# Liste der Kulturdenkmale in Stockach
In der Liste der Kulturdenkmale in Stockach sind  Bau- und Kunstdenkmale in der Stadt Stockach verzeichnet. 
Im Folgenden werden nur die bereits festgestellten Denkmale aufgeführt.

## Kulturdenkmale in der Stadt Stockach

### Espasingen
| Bild           | Bezeichnung         | Lage                             | Datierung                 | Beschreibung                                                                                              | ID |
| -------------- | ------------------- | -------------------------------- | ------------------------- | --- | -- |
| Weitere Bilder | Schloss Espasingen  | Espasingen, Riedstraße (Karte)   | Ende des 16. Jahrhunderts | |    |
|                | Kirche St. Nikolaus | Espasingen, Zielstraße 3 (Karte) | vor 1200                  | älteste Teil der heutigen Kirche ist der vor 1200 erbaute Turm; vor 1500 wurde die gotische Kirche erbaut |    |

### Hindelwangen
| Bild           | Bezeichnung        | Lage                                    | Datierung | Beschreibung | ID |
| -------------- | ------------------ | --------------------------------------- | --------- | --- | -- |
| Weitere Bilder | Kirche St. Michael | Hindelwangen, Oberdorfstraße 39 (Karte) |           | Kath. Kirche St. Michael in Hindelwangen mit Pietà (um 1500) und Schutzmantelmadonna (Relief von Hans Ulrich Glöckler, 1610) |    |

### Hoppetenzell
| Bild | Bezeichnung      | Lage                                         | Datierung | Beschreibung | ID |
| ---- | ---------------- | -------------------------------------------- | --------- | ------------ | -- |
|      | Kirche St. Georg | Hoppetenzell, Alois-Sartory-Straße (Karte)   |           |              | BW |
|      | Alte Schule      | Hoppetenzell, Alois-Sartory-Straße 5 (Karte) |           | [ 1 ]        | BW |

### Mahlspüren im Hegau
| Bild | Bezeichnung      | Lage                        | Datierung | Beschreibung | ID |
| ---- | ---------------- | --------------------------- | --------- | ------------ | -- |
|      | Kirche St. Vitus | Mahlspüren im Hegau (Karte) |           |              | BW |

### Mahlspüren im Tal / Seelfingen
| Bild | Bezeichnung       | Lage                                      | Datierung | Beschreibung | ID |
| ---- | ----------------- | ----------------------------------------- | --------- | ------------ | -- |
|      | Kirche St. Verena | Mahlspüren im Tal, Kirchstraße 13 (Karte) |           |              | BW |

### Raithaslach
| Bild | Bezeichnung       | Lage                                  | Datierung | Beschreibung | ID |
| ---- | ----------------- | ------------------------------------- | --------- | ------------ | -- |
|      | Alte Schule       | Raithaslach, Konradstraße 20 (Karte)  |           | [ 1 ]        | BW |
|      | Kirche St. Konrad | Raithaslach, Steigäckerstraße (Karte) |           |              | BW |

### Stockach
| Bild | Bezeichnung                  | Lage                                       | Datierung       | Beschreibung | ID |
| ---- | ---------------------------- | ------------------------------------------ | --------------- | --- | -- |
|      | Sonnenlandschule             | Stockach, Goldäcker 1 (Karte)              |                 | [ 1 ] | BW |
|      | Loretokapelle                | Stockach, Ludwigshafener Straße 42 (Karte) | 18. Jahrhundert | Loretokapelle, aus dem 18. Jahrhundert, mit barocker Kreuzigungsgruppe und Pfleger-Orgel von 1661, der ältesten bespielbaren Orgel Badens | BW |
|      | Kirche St. Oswald            | Stockach, Pfarrstraße (Karte)              |                 | |    |
|      | Frühere Schule Pfarrstraße 9 | Stockach, Pfarrstraße 9 (Karte)            |                 | [ 1 ] | BW |

### Wahlwies
| Bild | Bezeichnung                      | Lage                              | Datierung | Beschreibung | ID |
| ---- | -------------------------------- | --------------------------------- | --------- | ------------ | -- |
|      | Kirche St. Germanus und Vedastus | Wahlwies, Zum Schnmalhans (Karte) |           |              | BW |

### Winterspüren
| Bild           | Bezeichnung                | Lage                                | Datierung | Beschreibung | ID |
| -------------- | -------------------------- | ----------------------------------- | --------- | ------------ | -- |
| Weitere Bilder | Kirche Unserer Lieben Frau | Winterspüren, Linzgaustraße (Karte) |           |              |    |

### Zizenhausen
| Bild | Bezeichnung         | Lage                               | Datierung                 | Beschreibung | ID |
| ---- | ------------------- | ---------------------------------- | ------------------------- | --- | -- |
|      | Herz-Jesu-Kirche    | Zizenhausen, Sennhofstraße (Karte) |                           | 1895 im neugotischen Stil erbaut; Chorflankenturm entstand nach 1913; Ausstattung stammt aus der Erbauungszeit: Schnitzaltäre, Empore und Kanzel und figürliche Bemalung an der Wand um den Chorbogen |    |
|      | Schloss Zizenhausen | Zizenhausen, Schlossplatz (Karte)  | Ende des 18. Jahrhunderts | |    |